# Eutelia glaucocycla
Eutelia glaucocycla är en fjärilsart som beskrevs av George Francis Hampson 1912. Eutelia glaucocycla ingår i släktet Eutelia och familjen nattflyn. Inga underarter finns listade i Catalogue of Life.